# Canton du Puy-en-Velay-Sud-Est
Le canton du Puy-en-Velay-Sud-Est est une ancienne division administrative française, située dans le département de la Haute-Loire en région Auvergne.

## Composition

### Avant 1973
Le canton du Puy-en-Velay-Sud-Est se composait d’une fraction de la commune du Puy-en-Velay et des communes suivantes : Blavozy, Brives-Charensac, Coubon, Saint-Germain-Laprade, Ours-Mons, Taulhac et Vals.

### De 1973 à 2015
Le canton du Puy-en-Velay-Sud-Est se composait d’une fraction de la commune du Puy-en-Velay et de deux autres communes. Il comptait 11 940 habitants (population municipale) au 1er janvier 2012.
| Nom                         | Code Insee | Intercommunalité   | Population (dernière pop. légale)              |
| --------------------------- | ---------- | ------------------ | ---------------------------------------------- |
| Le Puy-en-Velay (chef-lieu) | 43157      | CA du Puy-en-Velay | Fraction : 7 640(2012) Commune : 18 634 (2014) |
| Arsac-en-Velay              | 43010      | CA du Puy-en-Velay | 1 233 (2014)                                   |
| Coubon                      | 43078      | CA du Puy-en-Velay | 3 104 (2014)                                   |

## Histoire
Le canton a été supprimé en mars 2015 à la suite du redécoupage des cantons du département. Les limites cantonales du Puy-en-Velay sont modifiées et les deux communes sont rattachées au quatrième canton.

## Représentation

### Conseillers généraux de 1833 à 2015
| Période           | Identité                                              | Parti                     | Qualité |
| ----------------- | ----------------------------------------------------- | ------------------------- | --- |
| 1833-1845 (décès) | Hippolyte Blanc (1773-1845)                           |                           | Ancien maire du Puy, maire de Brives |
| 1845-1864         | François Alphonse Badon-Boudon (1791-1870)            | Droite                    | Médecin, maire du Puy-en-Velay Député (1848-1849) |
| 1864-1882 (décès) | Henri Vinay                                           | Droite                    | Avocat, maire du Puy (1865-?) Député (1871-1876 et 1877-1878)                                                                                           |
| 1883-1901         | Hippolyte Blanc-Marthory (1829-1903) (fils d'H.Blanc) | Républicain               | Maire de Brives, conseiller d'arrondissement |
| 1901-1919         | Léon Faure                                            | Républicain               | Avocat, conseiller municipal du Puy-en-Velay Vice-Président de la Caisse d'épargne du Puy-en-Velay Président du Conseil Général (1911-1919)             |
| 1919-1925         | Victor Constant                                       | Parti républicain libéral | Commerçant Député (1919-1924) Maire de Saint-Germain-Laprade Sénateur de la Seine (1938-1944)                                                           |
| 1925-1937 (décès) | Jules Boyer                                           | RG                        | Représentant de commerce, conseiller d'arrondissement Député (1924-1932)                                                                                |
| 1937-1940         | Paul Bény                                             | PSF                       | Pharmacien à Saint-Symphorien-sur-Coise puis au Puy-en-Velay Maire de Saint-Symphorien-sur-Coise (1920-1925) Nommé conseiller départemental en 1942     |
|                   |                                                       |                           | |
| 1945-1951         | Paul Bény                                             | DVD                       | Maire du Puy-en-Velay (1945-1948) |
| 1951-1962 (décès) | Louis Jonget (1896-1962)                              | DVD                       | Maréchal-ferrant au Puy-en-Velay |
| 1962-1964         | François Morison                                      | DVD                       | Elu en 1973 dans le Canton du Puy-en-Velay-Sud-Ouest |
| 1964-1971 (décès) | Louis Exbrayat                                        | SFIO                      | Maraîcher Maire de Brives-Charensac |
| 23 mai 1971-1994  | Geneviève Pubellier (1923-2021)                       | CDP puis UDF-CDS          | Maire de Coubon Vice-Présidente du Conseil Général Présidente du Comité départemental des fêtes Première femme élue conseillère générale en Haute-Loire |
| 1994-2008         | Roland Casanova                                       | PS                        | Cadre dans l'administration des finances adjoint au maire du Puy-en-Velay de 2001 à 2008                                                                |
| 2008-2015         | Pierre Robert                                         | UMP                       | Ancien cadre dirigeant des Tanneries du Puy-en-Velay adjoint au maire du Puy-en-Velay depuis 2008                                                       |

### Conseillers d'arrondissement (de 1833 à 1940)
| Période                                  | Période          | Identité                     | Étiquette   | Qualité |
| ---------------------------------------- | ---------------- | ---------------------------- | ----------- | --- |
| 1833                                     | 1839             | Alfred Vissaguet (1790-1883) |             | Notaire royal au Puy                                                                                        |
|                                          |                  |                              |             | |
|                                          | 1883 (démission) | Hippolyte Blanc-Marthory     | Républicain | Maire de Brives                                                                                             |
|                                          |                  |                              |             | |
| 1919                                     | 1925             | Jules Boyer                  | Républicain | Représentant de commerce                                                                                    |
| 1925                                     | 1934             | Antonin Séjalon              | RG          | Maire de Coubon puis d'Arsac-en-Velay                                                                       |
| 1934                                     | 1940             | Jacques-Baptiste Bernard     | Droite      | Négociant en vins, maire de Brives-Charensac                                                                |
| 1940                                     |                  |                              |             | Les conseils d'arrondissement ont été suspendus par la loi du 12 octobre 1940 et n'ont jamais été réactivés |
| Les données manquantes sont à compléter. |                  |                              |             | |

## Démographie
| 1990   | 1999   | 2006   | 2011   | 2012   |
| ------ | ------ | ------ | ------ | ------ |
| 12 347 | 12 268 | 12 280 | 11 799 | 11 940 |